# Fredrik I của Thụy Điển
Fredrik I (tiếng Thụy Điển: Fredrik I; 17 tháng 4 năm 1676 – 25 tháng 3 năm 1751) là vương phu Thụy Điển từ năm 1718 đến 1720, và vua Thụy Điển từ năm 1720 đến khi qua đời (với vương hiệu Fredrik I) cũng là Phong địa Bá tước (Landgraf) của Hessen-Kassel từ năm 1730. Fredrik lên ngôi vua sau cái chết của anh rể là vua Karl XII trong Đại chiến Bắc Âu, và người kế vị Karl cũng như là vợ ông là Ulrika Eleonora có nguyện ý thoái vị khi đang làm Nữ vương sau khi nhường phần lớn quyền lực cho Riksdag Estates. Triều đại không có quyền lực của Fredrik và việc không có người thừa kế hợp pháp của riêng mình đã khiến gia đình ông bị loại khỏi danh sách kế vị sau khi chính phủ nghị viện thống trị bởi các chính trị gia Đảng Hat ủng hộ chủ nghĩa phục thù, đã mạo hiểm tham gia vào một cuộc chiến tranh với Nga, kết thúc trong thất bại, và Nữ hoàng Nga Yelizaveta đã đưa Adolf Friedrich xứ Holstein-Gottorp lên ngôi sau khi nhà vua qua đời.

## Đầu đời
Fredrik là con trai của Karl I, Phong địa Bá tước xứ Hessen-Kassel và Maria Amalia xứ Courland. Năm 1692, vị công tử trẻ thực hiện chuyến công du đến Cộng hòa Hà Lan, năm 1695 đến Bán đảo Ý và sau đó ông học tập tại Genève. Sau đó, ông theo đuổi sự nghiệp quân sự, chỉ huy quân đội Hessen với tư cách là Trung tướng trong Chiến tranh Kế vị Tây Ban Nha, đứng về phe Hà Lan. Fredrik bị đánh bại năm 1703 trong Trận Speyerbach, nhưng tham gia vào chiến thắng vĩ đại trong Trận Blenheim vào năm sau đó. Năm 1706, Fredrik một lần nữa bị quân Pháp đánh bại trong Trận Castiglione. Tại Trận Malplaquet năm 1709, ông chỉ huy kỵ binh Hà Lan. Năm 1712, khi Bá tước xứ Tilly vắng mặt, Fredrik nắm quyền chỉ huy quân đội Hà Lan. Cả năm 1716 và 1718, ông đều tham gia chiến dịch của Karl XII của Thụy Điển chống lại Na Uy và được bổ nhiệm làm Tổng thống lĩnh Thụy Điển.

## Vương thân Thụy Điển
Fredrik kết hôn với người vợ thứ hai là Vương nữ Ulrika Eleonora của Thụy Điển vào năm 1715. Sau đó, ông được các Estates phong tặng danh hiệu Vương tử Thụy Điển, với danh xưng Royal Highness, và là Vương tế trong thời kỳ trị vì của Ulrika Eleonora với tư cách là Nữ vương từ năm 1718 cho đến khi bà thoái vị vào năm 1720. Ông là Vương tế Thụy Điển duy nhất cho đến nay. Fredrik I có nhiều ảnh hưởng trong thời gian trị vì của Ulrika Eleonora. Một số nhà sử học cho rằng viên đạn giết chết anh rể của ông là Karl XII của Thụy Điển vào năm 1718 thực chất là do phụ tá của Fredrik là André Sicre bắn. Karl là một người cai trị độc đoán và khắt khe; một lý do khiến các Estates Thụy Điển bầu Fredrik là vì ông bị coi là khá yếu đuối, và trên thực tế ông đã trở nên như vậy.

## Quốc vương Thụy Điển
Fredrik kế vị Ulrika Eleonora và lên ngôi sau khi bà thoái vị để ủng hộ ông vào năm 1720, được bầu bởi các Estates Thụy Điển.
Những thất bại mà Karl XII phải chịu trong Đại chiến Bắc Âu đã chấm dứt vị thế của Thụy Điển là cường quốc hàng đầu châu Âu. Dưới thời Fredrik, điều này phải được chấp nhận. Thụy Điển cũng phải nhượng Estonia, Ingria và Livonia cho Nga theo Hiệp ước Nystad năm 1721.
Fredrik I là một vị vua rất năng động và hoạt bát vào những năm đầu triều đại 31 năm của ông. Nhưng sau khi tầng lớp quý tộc giành lại quyền lực trong các cuộc chiến tranh với Nga, ông không chỉ không có quyền thế mà còn trở nên thờ ơ với các vấn đề của nhà nước. Năm 1723, Fredrik đã cố gắng củng cố quyền lực của hoàng gia, nhưng sau khi thất bại, ông không còn tham gia nhiều vào chính trị. Fredrik thậm chí không ký các văn bản chính thức mà thay vào đó là sử dụng một con dấu có chữ ký của ông. Fredrik dành phần lớn thời gian của mình cho việc săn bắn và các mối tình. Cuộc hôn nhân của Fredrik với Ulrika Eleonora không có con, nhưng ông có một số người con với tình nhân là Hedvig Taube.
Năm 1723, Fredrik đã ban thưởng cho nhà phát minh quân sự Sven Åderman điền trang Halltorps tại đảo Öland vì đã cải thiện tốc độ bắn của súng hỏa mai.

Với tư cách là một vị vua, Fredrik không hoàn toàn được kính trọng. Khi lên ngôi, người ta nói về Fredrik rằng: "Vua Karl chúng ta mới chôn cất, Vua Fredrik chúng ta trao ngôi vị - đột nhiên đồng hồ đã chuyển từ mười hai giờ sang một giờ". Fredrik được nói rằng mặc dù có rất nhiều thành tựu to lớn trong quá trình phát triển của đất nước diễn ra trong thời gian ông trị vì, nhưng bản thân Fredrik không bao giờ liên quan gì đến chúng. Khi Nhà vua qua đời, Carl Gustaf Tessin đã nói về ông rằng:
Dưới triều đại của Vua Fredrik, khoa học đã phát triển – ngài không bao giờ bận tâm đến việc đọc một cuốn sách. Hoạt động kinh doanh thương mại đã phát triển mạnh mẽ – ngài không bao giờ khuyến khích nó bằng một đồng xu nào. Cung điện Stockholm đã được xây dựng – ngài không bao giờ đủ tò mò để nhìn vào nó.
Fredrik cũng không liên quan gì đến việc thành lập nhà hát nói tiếng Thụy Điển đầu tiên tại Bollhuset trong thời gian trị vì, ngoài ra một trong số ít chính sách quan trọng của ông là cấm đấu tay đôi.
Vào ngày 23 tháng 2 năm 1748, Fredrik I đã thành lập ba huân chương hoàng gia Thụy Điển là Seraphim, Kiếm và Ngôi sao phương Bắc, ba kỵ sĩ đoàn chính của Thụy Điển.

## Gia đình và con cái

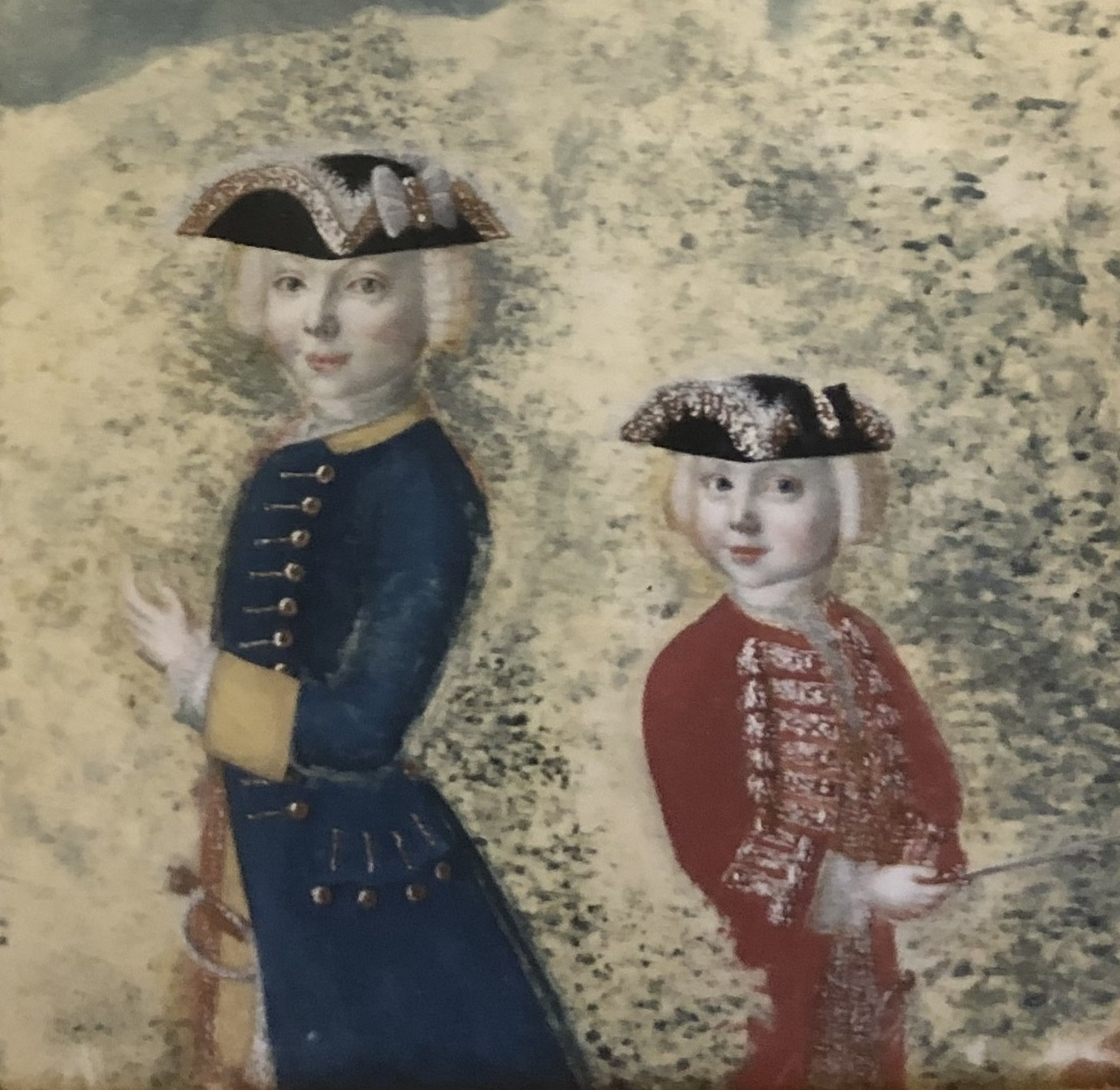
Các con trai ngoài giá thú của Vua Fredrik là Fredrik Vilhelm và Karl Edvard von Hessenstein

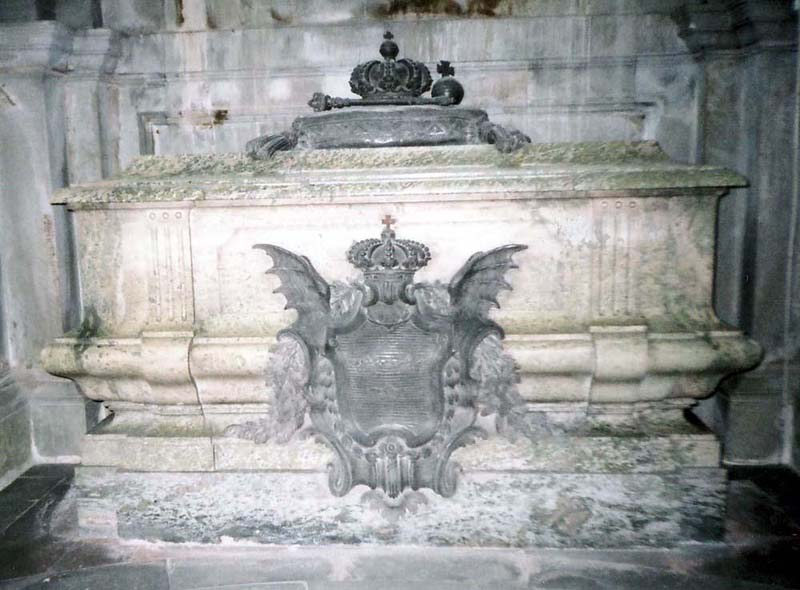
Quan tài của Fredrik tại Nhà thờ Riddarholmen

Vào ngày 31 tháng 5 năm 1700, Fredrik kết hôn với người vợ đầu tiên là Luise Dorothea, Vương nữ Phổ (1680–1705), con gái Fredrik I của Phổ (1657–1713) và Elisabeth Henriette xứ Hessen-Kassel (1661–1683). Luise Dorothea qua đời khi sinh con vào tháng 12 năm 1705.
Người vợ thứ hai của Fredrik kết hôn vào năm 1715 là Ulrika Eleonora, Vương nữ Thụy Điển (1688–1741), con gái Karl XI của Thụy Điển (1655–1697) và Ulrikke Eleonore của Đan Mạch (1656–1693). Ulrika bị sảy thai hai lần, một lần vào năm 1715 và một lần nữa vào năm 1718, sau đó không có thêm ghi chép nào về việc bà mang thai.
Fredrik I có ba người con ngoài giá thú với tình nhân Hedvig Taube:
- Fredrik Vilhelm von Hessenstein (1735–1808).
- Karl Edvard von Hessenstein (1737–1769).
- Hedvig Amalia von Hessenstein (1743–1752).

Sau cái chết của Hedvig Taube, tình nhân chính thức của Fredrik là nữ quý tộc Catarina Ebba Horn (1720–1781), người mà ông trao tặng danh hiệu và sự công nhận là Nữ bá tước (từ năm 1745).
Vì vậy, dòng dõi Hessen ở Thụy Điển đã kết thúc với Fredrik và được tiếp nối bởi dòng dõi Holstein-Gottorp. Tại Hessen-Kassel, ông được kế vị bởi em trai là Wilhelm VIII, một vị tướng nổi tiếng.

## Tổ tiên
| \| \| \| \| \| \| \| \| \| \| \| 8. Wilhelm V xứ Hessen-Kassel \| \| \| \| \| \| \| \| \| \| \| \| \| \| \| \| \| \| \| \| \| \| \| \| \| \| \| \| \| \| \| \| \| \| \| \| \| \| \| \| \| \| \| \| \| \| \| \| \| \| \| 4. Wilhelm VI xứ Hessen-Kassel \| \| \| \| \| \| \| \| \| \| \| \| \| \| \| \| \| \| \| \| \| \| \| \| \| \| \| \| \| \| \| \| \| \| \| \| \| \| \| \| \| \| \| \| \| \| \| \| \| \| \| \| \| \| \| \| \| \| \| \| 9. Amalie Elisabeth xứ Hanau-Münzenberg \| \| \| \| \| \| \| \| \| \| \| \| \| \| \| \| \| \| \| \| \| \| \| \| \| \| \| \| \| \| \| \| \| \| \| \| \| \| \| \| \| \| \| \| \| \| \| \| \| \| \| \| \| \| \| \| \| \| \| \| 2. Karl I xứ Hessen-Kassel \| \| \| \| \| \| \| \| \| \| \| \| \| \| \| \| \| \| \| \| \| \| \| \| \| \| \| \| \| \| \| \| \| \| \| \| \| \| \| \| \| \| \| \| \| \| \| \| \| \| \| \| \| \| \| \| \| \| \| \| 10. Georg Wilhelm xứ Brandenburg \| \| \| \| \| \| \| \| \| \| \| \| \| \| \| \| \| \| \| \| \| \| \| \| \| \| \| \| \| \| \| \| \| \| \| \| \| \| \| \| \| \| \| \| \| \| \| \| \| \| \| \| \| \| \| \| \| \| \| \| 5. Hedwig Sophie xứ Brandenburg \| \| \| \| \| \| \| \| \| \| \| \| \| \| \| \| \| \| \| \| \| \| \| \| \| \| \| \| \| \| \| \| \| \| \| \| \| \| \| \| \| \| \| \| \| \| \| \| \| \| \| \| \| \| \| \| \| \| \| \| 11. Elizabeth Charlotte của Pfalz \| \| \| \| \| \| \| \| \| \| \| \| \| \| \| \| \| \| \| \| \| \| \| \| \| \| \| \| \| \| \| \| \| \| \| \| \| \| \| \| \| \| \| \| \| \| \| \| \| \| \| \| \| \| \| \| \| \| \| \| 1. Fredrik I của Thụy Điển \| \| \| \| \| \| \| \| \| \| \| \| \| \| \| \| \| \| \| \| \| \| \| \| \| \| \| \| \| \| \| \| \| \| \| \| \| \| \| \| \| \| \| \| \| \| \| \| \| \| \| \| \| \| \| \| \| \| \| \| 12. Wilhelm Kettler, Công tước xứ Courland \| \| \| \| \| \| \| \| \| \| \| \| \| \| \| \| \| \| \| \| \| \| \| \| \| \| \| \| \| \| \| \| \| \| \| \| \| \| \| \| \| \| \| \| \| \| \| \| \| \| \| \| \| \| \| \| \| \| \| \| 6. Jacob Kettler, Công tước xứ Courland \| \| \| \| \| \| \| \| \| \| \| \| \| \| \| \| \| \| \| \| \| \| \| \| \| \| \| \| \| \| \| \| \| \| \| \| \| \| \| \| \| \| \| \| \| \| \| \| \| \| \| \| \| \| \| \| \| \| \| \| 13. Sophie xứ Phổ \| \| \| \| \| \| \| \| \| \| \| \| \| \| \| \| \| \| \| \| \| \| \| \| \| \| \| \| \| \| \| \| \| \| \| \| \| \| \| \| \| \| \| \| \| \| \| \| \| \| \| \| \| \| \| \| \| \| \| \| 3. Maria Amalia xứ Courland \| \| \| \| \| \| \| \| \| \| \| \| \| \| \| \| \| \| \| \| \| \| \| \| \| \| \| \| \| \| \| \| \| \| \| \| \| \| \| \| \| \| \| \| \| \| \| \| \| \| \| \| \| \| \| \| \| \| \| \| 14. Georg Wilhelm xứ Brandenburg (= 10) \| \| \| \| \| \| \| \| \| \| \| \| \| \| \| \| \| \| \| \| \| \| \| \| \| \| \| \| \| \| \| \| \| \| \| \| \| \| \| \| \| \| \| \| \| \| \| \| \| \| \| \| \| \| \| \| \| \| \| \| 7. Luise Charlotte xứ Brandenburg \| \| \| \| \| \| \| \| \| \| \| \| \| \| \| \| \| \| \| \| \| \| \| \| \| \| \| \| \| \| \| \| \| \| \| \| \| \| \| \| \| \| \| \| \| \| \| \| \| \| \| \| \| \| \| \| \| \| \| \| 15. Elizabeth Charlotte của Pfalz (= 11) \| \| \| \| \| \| \| \| \| \| \| \| \| \| \| \| \| \| \| \| \| \| \| \| \| \| \| \| \| \| \| \| \| \| \| \| \| \| \| \| \| \| \| |                                            |  |  |  |  |  |  |  |  |                               |  |  |  |
| |                                            |  |  |  |  |  |  |  |  | 8. Wilhelm V xứ Hessen-Kassel |  |  |  |
| |                                            |  |  |  |  |  |  |  |  |                               |  |  |  |
| |                                            |  |  |  |  |  |  |  |  |                               |  |  |  |
| |                                            |  |  |  |  |  |  |  |  |                               |  |  |  |
| | 4. Wilhelm VI xứ Hessen-Kassel             |  |  |  |  |  |  |  |  |                               |  |  |  |
| |                                            |  |  |  |  |  |  |  |  |                               |  |  |  |
| |                                            |  |  |  |  |  |  |  |  |                               |  |  |  |
| |                                            |  |  |  |  |  |  |  |  |                               |  |  |  |
| | 9. Amalie Elisabeth xứ Hanau-Münzenberg    |  |  |  |  |  |  |  |  |                               |  |  |  |
| |                                            |  |  |  |  |  |  |  |  |                               |  |  |  |
| |                                            |  |  |  |  |  |  |  |  |                               |  |  |  |
| |                                            |  |  |  |  |  |  |  |  |                               |  |  |  |
| | 2. Karl I xứ Hessen-Kassel                 |  |  |  |  |  |  |  |  |                               |  |  |  |
| |                                            |  |  |  |  |  |  |  |  |                               |  |  |  |
| |                                            |  |  |  |  |  |  |  |  |                               |  |  |  |
| |                                            |  |  |  |  |  |  |  |  |                               |  |  |  |
| | 10. Georg Wilhelm xứ Brandenburg           |  |  |  |  |  |  |  |  |                               |  |  |  |
| |                                            |  |  |  |  |  |  |  |  |                               |  |  |  |
| |                                            |  |  |  |  |  |  |  |  |                               |  |  |  |
| |                                            |  |  |  |  |  |  |  |  |                               |  |  |  |
| | 5. Hedwig Sophie xứ Brandenburg            |  |  |  |  |  |  |  |  |                               |  |  |  |
| |                                            |  |  |  |  |  |  |  |  |                               |  |  |  |
| |                                            |  |  |  |  |  |  |  |  |                               |  |  |  |
| |                                            |  |  |  |  |  |  |  |  |                               |  |  |  |
| | 11. Elizabeth Charlotte của Pfalz          |  |  |  |  |  |  |  |  |                               |  |  |  |
| |                                            |  |  |  |  |  |  |  |  |                               |  |  |  |
| |                                            |  |  |  |  |  |  |  |  |                               |  |  |  |
| |                                            |  |  |  |  |  |  |  |  |                               |  |  |  |
| | 1. Fredrik I của Thụy Điển                 |  |  |  |  |  |  |  |  |                               |  |  |  |
| |                                            |  |  |  |  |  |  |  |  |                               |  |  |  |
| |                                            |  |  |  |  |  |  |  |  |                               |  |  |  |
| |                                            |  |  |  |  |  |  |  |  |                               |  |  |  |
| | 12. Wilhelm Kettler, Công tước xứ Courland |  |  |  |  |  |  |  |  |                               |  |  |  |
| |                                            |  |  |  |  |  |  |  |  |                               |  |  |  |
| |                                            |  |  |  |  |  |  |  |  |                               |  |  |  |
| |                                            |  |  |  |  |  |  |  |  |                               |  |  |  |
| | 6. Jacob Kettler, Công tước xứ Courland    |  |  |  |  |  |  |  |  |                               |  |  |  |
| |                                            |  |  |  |  |  |  |  |  |                               |  |  |  |
| |                                            |  |  |  |  |  |  |  |  |                               |  |  |  |
| |                                            |  |  |  |  |  |  |  |  |                               |  |  |  |
| | 13. Sophie xứ Phổ                          |  |  |  |  |  |  |  |  |                               |  |  |  |
| |                                            |  |  |  |  |  |  |  |  |                               |  |  |  |
| |                                            |  |  |  |  |  |  |  |  |                               |  |  |  |
| |                                            |  |  |  |  |  |  |  |  |                               |  |  |  |
| | 3. Maria Amalia xứ Courland                |  |  |  |  |  |  |  |  |                               |  |  |  |
| |                                            |  |  |  |  |  |  |  |  |                               |  |  |  |
| |                                            |  |  |  |  |  |  |  |  |                               |  |  |  |
| |                                            |  |  |  |  |  |  |  |  |                               |  |  |  |
| | 14. Georg Wilhelm xứ Brandenburg (= 10)    |  |  |  |  |  |  |  |  |                               |  |  |  |
| |                                            |  |  |  |  |  |  |  |  |                               |  |  |  |
| |                                            |  |  |  |  |  |  |  |  |                               |  |  |  |
| |                                            |  |  |  |  |  |  |  |  |                               |  |  |  |
| | 7. Luise Charlotte xứ Brandenburg          |  |  |  |  |  |  |  |  |                               |  |  |  |
| |                                            |  |  |  |  |  |  |  |  |                               |  |  |  |
| |                                            |  |  |  |  |  |  |  |  |                               |  |  |  |
| |                                            |  |  |  |  |  |  |  |  |                               |  |  |  |
| | 15. Elizabeth Charlotte của Pfalz (= 11)   |  |  |  |  |  |  |  |  |                               |  |  |  |
| |                                            |  |  |  |  |  |  |  |  |                               |  |  |  |
| |                                            |  |  |  |  |  |  |  |  |                               |  |  |  |